# 名古屋オーシャンズ
名古屋オーシャンズ（なごやオーシャンズ、英語: Nagoya Oceans）は、日本の愛知県名古屋市をホームタウンとする、日本フットサルリーグ（Fリーグ）に加盟するフットサルクラブである。旧名称は大洋薬品/BANFF（たいようやくひんバンフ）。

## 概要
もともとホームアリーナとしていた（後述）武田テバオーシャンアリーナが名古屋港の近くにあることから、チーム名称には「海を越え世界へはばたいて行きたい」という意味が込められている。
獲得した主要国際・全国タイトルは、全国最多の計39回（AFCフットサルクラブ選手権4回・Fリーグ16回・Fリーグ オーシャンカップ11回・全日本フットサル選手権大会7回・FUTSAL地域チャンピオンズリーグ1回）である。
サテライトチームとして名古屋オーシャンズサテライトがある。漫画家の高橋陽一はオーシャンズ応援イラストを公式サイトなどに提供している。名誉サポーターとして愛知県知事の大村秀章と名古屋市長の河村たかしがいる。応援番組として東海テレビでオーシャンズTVが放送されていたが、2013年9月に終了した。

## 歴史

### Fリーグ開幕以前
2006年に大洋薬品フットサルクラブ株式会社が設立された。オフィシャルスポンサーとして大洋薬品（現・武田テバファーマ）、クラブスポンサーとしてバンフスポーツを迎え、2006年5月に日本初のプロフットサルクラブとして大洋薬品/BANFFを結成。眞境名オスカーが監督に就任した。2006年は8,000万円の年間予算全額を大洋薬品が出資している。2006年4月には全国リーグのFリーグ設立が決定されており、2006年10月26日にはメインアリーナである大洋薬品オーシャンアリーナの建設を発表。2007年1月にはクラブ設立後初の第12回全日本フットサル選手権大会で優勝し、2月には2006年度の東海フットサルリーグで優勝し、3月にはFUTSAL地域チャンピオンズリーグで優勝してシーズン3冠を達成。2007年4月にはFリーグ規定に則って地域名を冠した名古屋オーシャンズに名称変更し、Fリーグの開幕を迎えた。

### 眞境名オスカー監督時代（2006年-2007年）
2006年、クラブ初代監督として眞境名オスカー監督が就任。
クラブ発足年の目標として掲げていた国内三冠(東海リーグ、全日本フットサル選手権大会、地域チャンピオンズリーグ)を達成した。
2007年9月Fリーグが開幕するも、第2節ホーム開幕戦を最後に突然の監督解任となった。

### 館山マリオ監督時代（2007年-2008年）
2007年10月に館山マリオが監督に就任。2007年9月にはFリーグが開幕したが、開幕時点でオーシャンアリーナは未完成であったため、パークアリーナ小牧でホームゲームを開催した。2008年2月にはFリーグ2007で優勝した。森岡薫が最優秀選手賞を獲得したほか、森岡薫とボラがベストファイブに選出された。2008年3月に開催された第13回全日本フットサル選手権大会では準優勝だった。

### アジウ監督時代（2008年-2013年）
2008年4月にはポルトガル人のジョゼ・アジウ・アマランテが監督に就任。
5月2日にはメインアリーナとなる大洋薬品オーシャンアリーナが完成し、その落成記念大会となった6月の大洋薬品オーシャンアリーナカップ2008では準優勝した。2008-09シーズンのFリーグでは2連覇を達成し、北原亘が最優秀選手賞とベストファイブに選出された。2009年3月に開催された第14回全日本選手権では準優勝だった。
2009年8月のオーシャンアリーナカップ2009では準優勝だったが、2009-10シーズンのFリーグでは3連覇を達成した。2010年3月にイランのイスファハンで初開催されたAFCフットサルクラブ選手権には日本代表として出場し、3位となった。
2010年7月にはFリーグ 大洋薬品オーシャンアリーナカップ2010で優勝した。2010-11シーズンのFリーグでは4連覇を達成したが、5試合残しての優勝決定は史上最速だった。
2011年7月にはカタールのドーハで開催されたAFCフットサルクラブ選手権で初優勝した。8月にはFリーグ 大洋薬品オーシャンアリーナカップ2011で優勝し、11月にはAFC年間最優秀フットサルクラブに選ばれた。2011-12シーズンのFリーグでは5連覇を達成した。
- 2012年7月、AFCフットサルクラブ選手権クウェート2012　3位。(開催地：クウェート/クウェート)
- 2012年8月、オーシャンアリーナカップ2012優勝。
- 2012年12月、シーズン1位が確定し、プレーオフに進出決定。なおこのシーズンは無敗（3分け）であった。
- 2013年2月、Fリーグ2013/2014　プレーオフファイナルステージにてシュライカー大阪（ファーストステージ勝者）を下し、総合チャンピオンとして6連覇を達成。
- 2013年3月、PUMACUP2013第18回全日本フットサル選手権大会優勝。リーグ戦・カップ戦とあわせ国内3冠を達成。
- 2013年3月、LOVEあいちサポーターズ あいちスポーツ大使 就任

### アコスタ監督時代（2013年-2016年）
- 2013年7月、Fリーグ オーシャンアリーナカップ2013　優勝。
- 2013年8月、AFCフットサルクラブ選手権日本2013　3位。(開催地：日本/名古屋)
- 2013年9月、バサジィ大分に3-5で破れ、国内無敗記録が52試合でストップ。
- 2014年3月、Fリーグ2013/2014プレーオフファイナルラウンドにてバサジィ大分（セカンドラウンド勝者）を下し、総合チャンピオンとなり7連覇を達成。
- 2014年3月、 PUMACUP2014第19回全日本フットサル選手権大会　優勝。

2014年5月に開催されたFリーグオーシャンカップ2014で優勝した。2014年8月に中国の成都で開催されたAFCフットサルクラブ選手権2014では2度目の優勝を飾った。2014-15シーズンのFリーグでは、プレーオフファイナルラウンドでシュライカー大阪を下し、Fリーグ8連覇を達成した。2015年3月に開催された第20回全日本フットサル選手権大会でも優勝し、シーズン4冠を達成した。
2015年7月に開催されたFリーグオーシャンカップ2015では準優勝だった。2015年8月にイランのイスファハンで開催されたAFCフットサルクラブ選手権2015では準々決勝で敗退した。2015-16シーズンのFリーグでは、プレーオフファイナルラウンドで府中アスレティックFCを下し、Fリーグ9連覇を達成した。シーズン終了後には森岡薫が退団し、北原亘とペドロ・コスタが現役引退した。ペドロ・コスタは現役引退と同時に監督に就任した。

### ペドロ・コスタ監督時代（2016年-2019年）
2016年7月にタイ王国のバンコクで開催されたAFCフットサルクラブ選手権2016では、決勝でイラクのナフィト・アルワサトを破って3度目の優勝を飾った。2016-17シーズンのFリーグでは初めて年間1位をシュライカー大阪に譲った。プレーオフのセカンドステージでASVペスカドーラ町田に敗れ、年間3位でシーズンを終えた。
2017-18シーズンのFリーグでは2シーズンぶりに優勝した。プレーオフ最終戦ではペスカドーラ町田に2試合合計10-4で勝利している。2018年1月18日、Fリーグが2018-2019シーズンから2部制を導入するにあたって新設されるFリーグ ディビジョン1（F1）へ参加することが決定した。
2018-19シーズンのFリーグ ディビジョン1（F1）では2年連続11回目の優勝を果たした。

### フエンテス監督時代（2019年-2024年）
2018-19シーズン終了後にペドロ・コスタ監督が退任し、2019年4月にはフアン・フランシスコ・フエンテス・サモラが監督に就任した。2019年5月にはFリーグオーシャンカップで優勝し、クラブ創設以来30タイトル目を獲得した。2019年8月にはAFCフットサルクラブ選手権で優勝。2019-20シーズンのFリーグ ディビジョン1(F1)で3年連続12回目の優勝を果たした。同シーズンの全日本フットサル選手権は、新型コロナウイルスの影響により中止。
2020-21年シーズンも4年連続13回目のリーグ優勝は果たしたが、全日本フットサル選手権はF2リーグ優勝のトルエーラ柏の快進撃を止めることが出来ず準々決勝で敗退。なお、サテライトチームも二回戦でトルエーラ柏に敗退している。
2021-22年シーズンはオーシャンカップは中止、リーグ戦は終盤まで湘南ベルマーレとの競り合いになるが残り2試合で優勝を決定する。
全日本フットサル選手権は一回戦から順調に勝ち進むも、決勝で立川・府中アスレチックにオウンゴールでの1点を守りきられ準優勝に終わった。
2022-23年シーズンも6年連続15回目のリーグ優勝を果たしたが、全日本フットサル選手権では準決勝で湘南ベルマーレと対戦しPK戦の末敗れ、ベスト4で大会を終えた。
2023-24年シーズンは5月に行われたオーシャンカップを優勝。
リーグ戦はホーム＆アウェーのレギュラーシーズン＋上位・下位6チームずつの一回戦ファイナルステージの変則2期制となり、レギュラーシーズンはペスカドーラ町田の後塵を拝し2位、ファイナルステージも3週のうち第1週町田開催初戦でバサジィ大分に敗れ一時は勝ち点7差になり自力優勝消滅の絶体絶命の中迎えた第2週金城ふ頭アリーナ開催でシュライカー大阪に1-3のビハインドから奇跡的に追い付いて首の皮一枚優勝の目を繋ぎ、町田はあと勝ち点1を上乗せすれば優勝の所をバルドラール浦安に敗れ最終節の直接対決に勝ち点3差で挑むことになる。
その最終節墨田開催で得失点差の関係で勝てば優勝、引き分け以下なら町田優勝のプレッシャーを跳ね除け7年連続16回目の優勝を成し遂げた。
Fリーグ終了後、6シーズン指揮を執ったフエンテス監督とコーチ二名、元ブラジル代表ダルランの退団を発表した。
フエンテス監督らの退団発表後に開催された第29回全日本フットサル選手権は初戦から危なげない完勝を続け、決勝も立川アスレティックFCを退け、オーシャンカップ、Fリーグ、全日本選手権の三冠を取りフエンテス体制の有終の美を飾った。

### イマノル監督時代(2024年-2025年)
2023-24シーズン終了後にフエンテス監督が退任し、2024年3月に2024-2025シーズンよりイマノル・アレグイ・サラサ氏がトップチーム監督に就任することを発表。イマノル新体制のもと挑んだFリーグオーシャンカップ 2024で優勝。
リーグ戦は苦戦を強いられ、8連覇を逃した。シーズン終了後にイマノル監督の退団が発表された。。

### 木暮賢一郎監督時代（2025年-）
2025年4月に木暮賢一郎監督の就任が発表された。12シーズンぶりの名古屋復帰となり、クラブ史上初の日本人監督となる。

## ホームアリーナの変更

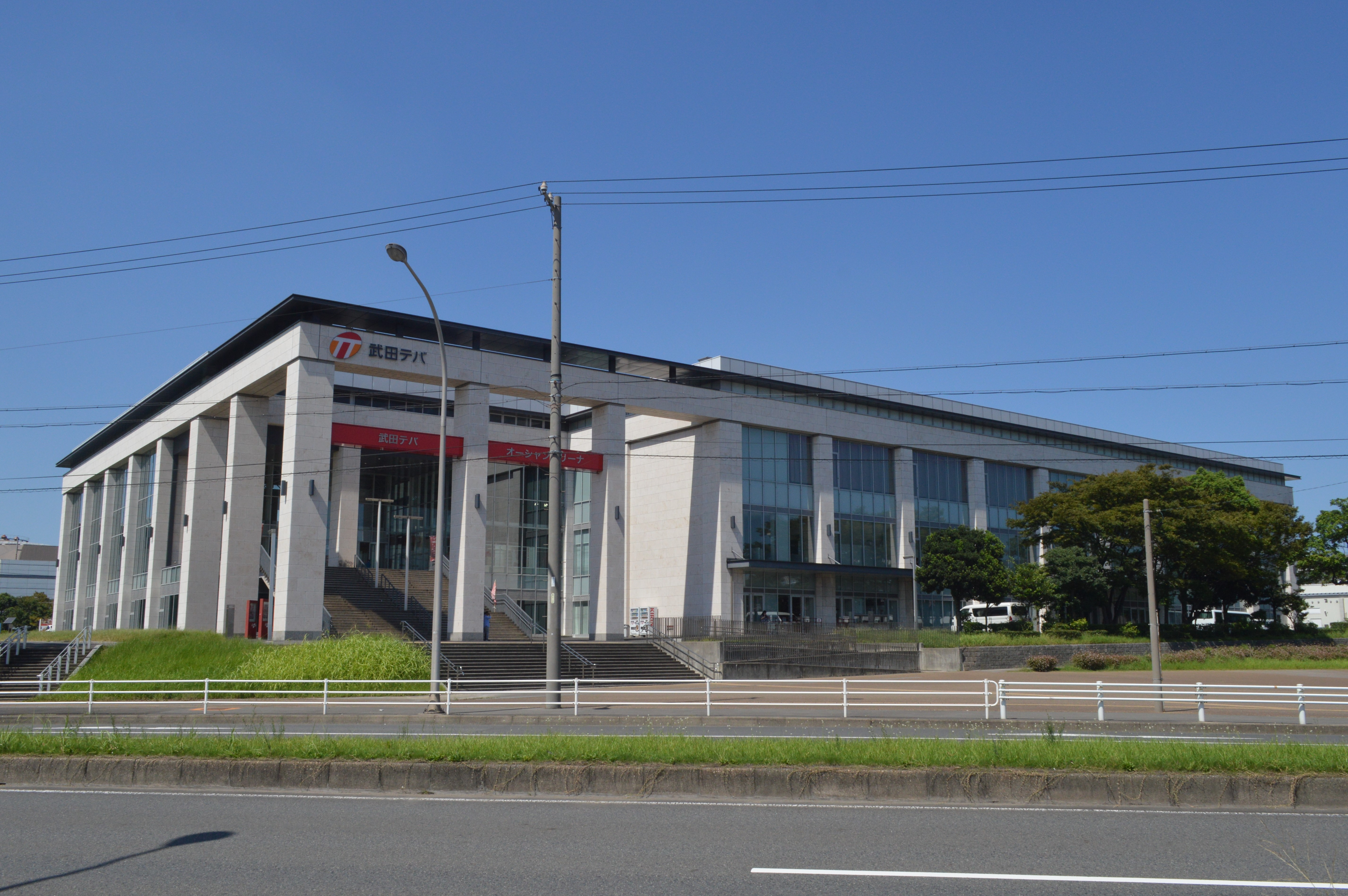
2021-22シーズンまでホームアリーナとして利用していた武田テバオーシャンアリーナ

もとは当チームは名古屋市港区の武田テバオーシャンアリーナをメインのホームアリーナとして利用していた。しかし2020年11月22日のファンミーティングにて、拠点をオーシャンアリーナから撤退し新しく練習用体育館を建設すると発表した。その建設までの間、練習場は名城大学ナゴヤドーム前キャンパス、名古屋WESTフットサルコートで行うこととなった。
2021-22年シーズンからホームアリーナを愛知県内各域に広げ普及を図ることとなり、オーシャンアリーナ4試合、名古屋市千種スポーツセンター3試合、名古屋市稲永スポーツセンター、パロマ瑞穂アリーナ、春日井市総合体育館、ウィングアリーナ刈谷で各1試合を開催した。（当初予定では岡崎中央総合公園総合体育館でも1試合が予定されていたが代表活動帰国後の調整のため延期となり、パロマ瑞穂アリーナに変更となった。）2022-23年シーズンではオーシャンアリーナでのホームゲームは組まれず、名古屋市千種スポーツセンター7試合、パロマ瑞穂アリーナ2試合、名古屋市稲永スポーツセンター1試合、春日井市総合体育館1試合が設定された。
2022年1月、愛知県知多市にトレーニングセンターを建設することを発表。同年4月に「オーシャンズフィールド」の名称で利用を開始した。
2025-26年シーズンはレギュラーシーズン11試合のうち9試合をパロマ瑞穂アリーナで開催。残り2試合をそれぞれメディアス体育館ちた、春日井市総合体育館で開催する。

## タイトル
国際タイトル
- AFCフットサルクラブ選手権優勝:4回（2011年、2014年、2016年、2019年）

全国タイトル
- JFA 全日本フットサル選手権大会優勝:7回（2007年、2013年、2014年、2015年、2018年、2019年、2024年）
- Fリーグ優勝:16回（2007年度、2008年度、2009年度、2010年度、2011年度、2012年度、2013年度、2014年度、2015年度、2017年度、2018年度、2019年度、2020年度、2021年度、2022年度、2023年度）
- Fリーグ オーシャンカップ優勝:10回（2010年、2011年、2012年、2013年、2014年、2017年、2018年、2019年、2022年、2023年、2024年）
- FUTSAL地域チャンピオンズリーグ優勝:1回（2007年）

地域タイトル
- 東海フットサルリーグ優勝:1回（2007年）

## Fリーグ チーム成績
| 年度    | 所属    | 勝点 | 試合 | 勝利 | 引分 | 敗戦 | 得点 | 失点 | 得失  | 順位 | プレーオフ結果       |
| ------- | ------- | ---- | ---- | ---- | ---- | ---- | ---- | ---- | ----- | ---- | -------------------- |
| 2007-08 | Fリーグ | 53   | 21   | 17   | 2    | 2    | 98   | 33   | +65   | 優勝 | 開催せず             |
| 2008-09 | Fリーグ | 53   | 21   | 17   | 2    | 2    | 98   | 42   | +56   | 優勝 | 開催せず             |
| 2009-10 | Fリーグ | 69   | 27   | 22   | 3    | 2    | 108  | 58   | +50   | 優勝 | 開催せず             |
| 2010-11 | Fリーグ | 65   | 27   | 21   | 2    | 4    | 142  | 56   | +86   | 優勝 | 開催せず             |
| 2011-12 | Fリーグ | 61   | 27   | 20   | 1    | 6    | 109  | 59   | +50   | 優勝 | 開催せず             |
| 2012-13 | Fリーグ | 75   | 27   | 24   | 3    | 0    | 142  | 53   | +89   | 1位  | 優勝                 |
| 2013-14 | Fリーグ | 89   | 36   | 28   | 5    | 3    | 178  | 90   | +88   | 1位  | 優勝                 |
| 2014-15 | Fリーグ | 76   | 33   | 24   | 4    | 5    | 134  | 79   | +55   | 1位  | 優勝                 |
| 2015-16 | Fリーグ | 83   | 33   | 27   | 2    | 4    | 143  | 72   | +71   | 1位  | 優勝                 |
| 2016-17 | Fリーグ | 73   | 33   | 22   | 7    | 4    | 119  | 66   | +53   | 2位  | 2ndステージ敗退(3位) |
| 2017-18 | Fリーグ | 82   | 33   | 27   | 1    | 5    | 156  | 59   | +97   | 1位  | 優勝                 |
| 2018-19 | Fリーグ | 89   | 33   | 28   | 5    | 0    | 172  | 63   | +109  | 1位  | 優勝                 |
| 2019-20 | Fリーグ | 85   | 33   | 28   | 1    | 4    | 188  | 62   | ＋126 | 1位  | 優勝                 |
| 2020-21 | Fリーグ | 59   | 22   | 19   | 2    | 1    | 86   | 42   | ＋44  | 優勝 | 開催せず             |
| 2021-22 | Fリーグ | 51   | 22   | 16   | 3    | 3    | 84   | 43   | ＋41  | 優勝 | 開催せず             |
| 2022-23 | Fリーグ | 58   | 22   | 19   | 1    | 2    | 90   | 32   | +58   | 1位  | 優勝                 |
| 2023-24 | Fリーグ | 58   | 27   | 20   | 4    | 5    | 102  | 62   | ＋40  | 優勝 | 開催せず             |

※2021-22シーズン終了時

## 歴代監督
- 眞境名オスカー（2006年4月 - 2007年9月）
- 館山マリオ（2007年9月 - 2008年4月）
- ジョゼ・アジウ・アマランテ（2008年4月 - 2013年3月）
- ビクトル・アコスタ・ガルシア（2013年4月 - 2016年3月）
- ペドロ・コスタ（2016年4月 - 2019年3月）
- フアン・フランシスコ・フエンテス・サモラ（2019年4月 - 2024年3月）
- イマノル・アレグイ・サラサ (2024年4月-2025年3月)
- 木暮賢一郎（2025年4月 - ）

## 所属選手

### 2024-25シーズン所属選手
- 1 GK  篠田龍馬
- 4 FP  水谷颯真
- 6 FP  宮川泰生
- 7 FP  安藤良平
- 8 FP  アンドレシート
- 10 FP  ファビーニョ
- 11 FP  清水和也

- 12 GK  田淵広史
- 15 FP  吉川智貴
- 17 FP  八木聖人
- 18 FP  金澤空
- 21 FP  鬼塚祥慶
- 55 FP  甲斐稜人
- 66 FP  ダニエル・シライシ

### 歴代所属選手
| 選手名                       | ポジション | ポジション | ポジション | ポジション | 備考                             |
| 選手名                       | ゴレイロ   | フィクソ   | アラ       | ピヴォ     | 備考                             |
| ---------------------------- | ---------- | ---------- | ---------- | ---------- | -------------------------------- |
| 豊島明                       |            |            | ○          |            | 大洋薬品/BANFF 時                |
| 松宮充義                     |            |            | ○          |            | 大洋薬品/BANFF 時                |
| 難波田治                     |            |            | ○          |            | 大洋薬品/BANFF 時                |
| 村谷エンヒキサブロウ         |            | ○          | ○          |            | 大洋薬品/BANFF 時                |
| 宮澤孝                       |            |            | ○          |            | 大洋薬品/BANFF 時(現:名古屋通訳) |
| 杉山哲一                     | ○          |            |            |            |                                  |
| 比嘉リカルド                 |            | ○          |            |            | 2003年8月にブラジルより国籍変更  |
| 沼田慎也                     |            | ○          |            |            |                                  |
| 上澤貴憲                     |            | ○          | ○          |            |                                  |
| 山田マルコス勇慈             |            |            | ○          |            | ブラジルより国籍変更             |
| 山田ラファエルユウゴ         | ○          |            |            |            | ブラジルより国籍変更             |
| 山蔦一弘                     |            |            | ○          |            |                                  |
| ボラ                         |            |            | ○          | ○          |                                  |
| マルキーニョス               |            |            |            | ○          |                                  |
| 小山剛史                     |            |            | ○          | ○          |                                  |
| 鈴木隆二                     |            | ○          | ○          |            |                                  |
| 野嶋倫                       |            |            | ○          |            |                                  |
| ウィルソン                   |            |            | ○          | ○          |                                  |
| シジネイ                     |            |            | ○          | ○          |                                  |
| 丸山哲平                     |            |            | ○          | ○          |                                  |
| 平林輝良寛                   |            |            | ○          | ○          |                                  |
| 完山徹一                     |            |            | ○          |            |                                  |
| 定永久男                     | ○          |            |            |            |                                  |
| ルイス・ネゴン               |            |            |            | ○          |                                  |
| 神志那仁聖                   |            | ○          |            |            |                                  |
| 畠山ブルノタカシ             |            | ○          | ○          |            | ブラジルより国籍変更             |
| 金井智之                     |            |            | ○          |            |                                  |
| 前田喜史                     |            | ○          | ○          |            |                                  |
| マルキーニョ                 |            |            |            |            |                                  |
| 木暮賢一郎                   |            |            | ○          |            | 2013年現役引退                   |
| 逸見勝利ラファエル           |            | ○          | ○          |            |                                  |
| リカルジーニョ               |            |            | ○          |            |                                  |
| ルーチャイ                   |            | ○          | ○          |            |                                  |
| 相井忍                       |            |            |            | ○          |                                  |
| 申宗勲                       |            |            |            | ○          |                                  |
| 北嶋佑一                     |            |            | ○          |            |                                  |
| 香村慧                       |            |            | ○          |            |                                  |
| 川原永光                     | ○          |            |            |            |                                  |
| 森秀太                       |            |            | ○          |            |                                  |
| 室田祐希                     |            |            | ○          |            |                                  |
| 浦上浩生                     |            |            | ○          |            |                                  |
| 白方秀和                     |            |            | ○          |            |                                  |
| 渡邉知晃                     |            |            |            | ○          |                                  |
| 北原亘                       |            | ○          | ○          |            |                                  |
| 森岡薫                       |            |            |            | ○          | ペルーより国籍変更               |
| ペドロ・コスタ               |            | ○          | ○          | ○          | 2016年現役引退                   |
| 矢澤大夢                     | ○          |            |            |            |                                  |
| ダニエル サカイ              |            | ○          |            |            |                                  |
| 田村研人                     |            | ○          |            |            |                                  |
| シンビーニャ                 |            |            |            | ○          |                                  |
| セルジーニョ                 |            |            | ○          |            |                                  |
| 前鈍内 マティアスエルナン    |            | ○          | ○          |            |                                  |
| 中村友亮                     |            |            | ○          |            |                                  |
| 岡島工                       | ○          |            |            |            |                                  |
| 酒井ラファエル良男           |            | ○          | ○          | ○          | 2015年4月にブラジルより国籍変更  |
| ルイジーニョ                 |            |            | ○          |            |                                  |
| 齋藤功一                     |            |            | ○          |            | 2018年現役引退                   |
| 高見政顕                     | ○          |            |            |            |                                  |
| 鬼塚祥慶                     |            | ○          |            |            |                                  |
| ヴァルチーニョ               |            |            |            | ○          |                                  |
| ラファ                       |            |            |            | ○          |                                  |
| 橋本優也                     |            |            | ○          | ○          | 2020年現役引退                   |
| 矢内大介                     | ○          |            |            |            |                                  |
| 関口優志                     | ○          |            |            |            |                                  |
| 星龍太                       |            | ○          |            |            | 2021-22シーズンキャプテン        |
| ペピータ                     |            |            | ○          | ○          |                                  |
| スパウット・トゥエンクラーン |            |            |            |            |                                  |
| 星翔太                       |            |            |            | ○          | 2022年現役引退                   |
| 野村悠翔                     |            |            |            |            |                                  |
| 笠井大輝                     |            | ○          | ○          |            |                                  |
| 西谷良介                     |            |            | ○          |            | 2023年現役引退                   |
| 平田ネトアントニオマサノリ   |            |            |            | ○          |                                  |
| オリベイラ アルトゥール      |            | ○          |            |            | 2020年12月にブラジル国籍より変更 |
| ガブリエル・ペネジオ         |            |            | ○          | ○          |                                  |
| ダルラン・エンリケ・ロペス   |            |            | ○          | ○          |                                  |
| ギレルマオ                   |            |            | ○          |            |                                  |
| ジャコ                       |            |            |            | ○          |                                  |
| 安藤良平                     |            | ○          | ○          | ○          |                                  |
| 甲斐陵人                     |            |            | ○          |            |                                  |

## ユニフォーム
チームカラー
-   オーシャンレッド

ユニフォームスポンサー
| 掲出箇所 | スポンサー名                         | 表記                                 | 掲出年  | 備考                                                    |
| -------- | ------------------------------------ | ------------------------------------ | ------- | ------------------------------------------------------- |
| 胸       | 東邦液化ガス                         | 東邦液化ガス                         | 2012年- | 2010年-2011年は背 国際大会では胸部だけが スポンサー掲示 |
| 胸上     | あいおいニッセイ 同和損害保険        | あいおいニッセイ 同和損害損保        | 2015年- |                                                         |
| 背中     | アビームシステムズ                   | ABeam sytems                         | 2016年- | 2016年は袖。                                            |
| 背中     | はなみずき整形外科スポーツクリニック | はなみずき整形外科スポーツクリニック | 2021年- |                                                         |
ユニフォームサプライの遍歴
- 2007年 - 2008年 TOPPER
- 2009年 - 2016年 アシックス
- 2016年 - 現在 ヒュンメル

## スポンサー
ロイヤルスポンサー
- 丸大産業

オフィシャルスポンサー
- 東邦液化ガス
- アビームシステムズ
- はなみずき整形外科スポーツクリニック
- あいおいニッセイ同和損害保険
- 二友組
- 上野工業
- ミソノサービス
- ユニコマネジメント
- 心想
- 小松開発工業
- いずみパーキング
- ヤマダインフラテクノス
- 繁昌
- Bricks&UK
- 山秀グループ

- Bright
- 吉田建設
- 医療法人SDC
- 合同会社大正
- 大冷工業
- 大和証券
- イノベスト
- 三井不動産グループ
- 十六銀行
- ナゴヤギア
- 企業組合建築環境システム
- 北斗総業
- アスリートライフデザイン
- 名豊モータース

- あおいホーム
- 東亜道路工業
- 藤健
- あさひの不動産
- JTB
- TOYOデンタルクリニック
- KEN
- カケコー
- カシワブッサン
- アマノ機工
- 東京アスレティッククラブ
- 三重県営サンアリーナ
- 高山グリーンホテル

オフィシャルサプライヤー
- ヒュンメル
- キリン

プレミアムアライアンスパートナー
- マーキュリー

オフィシャルパートナー
- バンフスポーツ

サポートカンパニー
- ARMS
- フィットイージー
- ザ・アミーゴス
- 大和産業
-  ポジティブストレッチ
- 烏森電気
- 愛北義肢製作所

- 地雷也
- 楽の湯
- -SORA-BASE
- KTテープ
- McDavid
- エンドライン
- グローバルアスリート
- désir